# Ordoeste
Ordoeste (llamada oficialmente Santa María de Ordoeste) es una parroquia española del municipio de La Baña, en la provincia de La Coruña, Galicia. 

## Entidades de población
Entidades de población que forman parte de la parroquia:
- Busto
- Canle (O Canle)
- Cotobade
- Couto Carballo (O Couto Carballo)
- Cruceiro (O Cruceiro)
- Guimaráns
- Parajó (Paraxó)
- Reiverde
- Rial
- O Cardal
- Portofolgueiro
- O Souto

## Demografía
| Gráfica de evolución demográfica de Ordoeste entre 2000 y 2018 |
|                                                                |
| Datos según el nomenclátor publicado por el INE.               |